# Reinhard Fuchs (Komponist)
Reinhard Fuchs (* 3. April 1974 in Wels) ist ein österreichischer Komponist und Dirigent.

## Leben
Reinhard Fuchs studierte von 1991 bis 1995 Akkordeon bei Alfred Melichar, Klavier bei Johannes Marian und Instrumentalpädagogik/Musiktheorie bei Erland Maria Freudenthaler am Brucknerkonservatorium Linz. Anschließend absolvierte er von 1996 bis 2002 an der Universität für Musik und darstellende Kunst Wien seine kompositorische Ausbildung bei Michael Jarrell. Von 1997 bis 1998 verbrachte er ein Studienjahr an der University of Miami in Florida. Im Jahr 1997 gründete er zusammen mit Kollegen die Komponistengruppe GEGENKLANG. Seit dem Jahr 2000 arbeitet Fuchs als freischaffender Komponist.
Im November 2002 kam seine erste Orchesterkomposition „wo Angst auf Umhülle prallt“ zur Uraufführung.
Seit dem Jahr 2008 ist Fuchs Geschäftsführer und künstlerischer Leiter des Ensembles PHACE. Zudem ist er Mitglied des Musikbeirats des Bundeskanzleramts Österreich Kunst und Kultur, Wien.

## Auszeichnungen
- 2001: Theodor-Körner-Preis
- 2002: Anton-Bruckner-Preis
- 2003: Österreichisches Staatsstipendium für Komposition
- 2005: Förderungspreis der Stadt Wien[4]
- 2014: Erste Bank-Kompositionspreis[5]

## Werke

### Solowerke
- ...und... (...und doch so...) – für Mezzosopran & Klavier (1997)[6]
- Traumsequenz – für Mezzosopran (mit Claves), Flöte (1997)[6]
- Labyrinth I – für Klavier solo (1998)[6]
- Feodora – für Akkordeon solo (2007)[6]
- wo Lippen die Blätter zu Zeichen bewegen – für Flöte und Live-Elektronik (2011)[6]
- Tremante – Innenraumstudie für Klavier (2014)[6]

### Ensemblemusik
- 2 Miniaturen – für Flöte, Bassklarinette und Klavier (1997)[6]
- ... erstickt vom röcheln verschwindet ... – für Bassklarinette, Schlagzeug und Klavier (1999)[6]
- gereist in Feldern durch Zeit – für Flöte und Schlagwerk (2000)[6]
- von der wiederkehr desselben gleichsam zur jagd – für großes Ensemble (2000)[6]
- Transkript – für Stimme und Ensemble (2001)[6]
- Invisible Gravitation – für sechs räumlich verteilte Schlagzeuger (2002)[6]
- blue poles – für großes Ensemble (2003–2008)[6]
- descrittivi di stati d'animo di Didone – für Ensemble (2004)[6]
- Im unaufhörlichen Wandel bebt ohne Ende – für Violine und Klavier (2004)[6]
- umwebt von leisem Schatten – für Streichquartett (2004)[6]
- in circles – für Flöte (Pic/C/G), Klarinette in B, Viola, Schlagzeug und Tonband (2005)[6]
- Torus – für Altflöte, Akkordeon und Cello (2010)[6]
- Invers – für Akkordeon, Klarinette und Streichtrio (2010)[6]
- Neues Werk, D: 4' (2013)[6]
- Tox – für Klaviertrio (2013)[6]
- Fuori – für Streichquartett (2014)[6]
- Mania – für Ensemble und Elektronik (2014)[6]

### Vokalmusik
- et expectat et memenit (1998)[6]
- Transkript – für Stimme und Ensemble (2001)[6]

### Kammermusik
- gereist in Feldern durch Zeit – für Flöte & Schlagwerk (2000)[6]
- twined traces – für Miniatur für zwei Bassklarinetten (2008)[6]

### Orchestermusik
- wo Angst auf Umhülle prallt – für Frauenstimme & großes Orchester (2001)[6]
- streut licht | an den bebenden rändern – für Orchester (2005)[6]
- Miniatur – für Orchester (2010)[6]